# ¡Qué bello es vivir en casa de Sole!
¡Qué bello es vivir en casa de Sole! es el capítulo número 200 de la serie española 7 vidas. Fue emitido el 12 de marzo de 2006, convirtiéndose en la primera serie española en emitir un capítulo en directo, aunque en algunas ocasiones se diga que es el episodio Cuenta atrás de El comisario, ya que este fue emitido el 26 de diciembre de ese mismo año, teniendo menor éxito. La dirección fue llevada a cabo por Nacho García Velilla; director, productor ejecutivo y guionista habitual de la serie, y el guion por Sergio Guardado y Roberto Jiménez.

## Audiencias
5.514.000 de espectadores y 29,4% de share

## Curiosidades
- La cabecera de este episodio fue cantada por el famoso grupo El canto del loco.[1]
- Además de los protagonistas de la decimoquinta temporada de la serie: El Frutero (Santiago Rodríguez), Gonzalo Montero (Gonzalo de Castro), Soledad "Sole" Huete (Amparo Baró), Mónica Olmedo (María Pujalte), Rosario "Charo" Rivas (Yolanda Ramos), Pablo Antúnez (Leandro Rivera), Diana Freire (Anabel Alonso), Irene (Cristina Peña) y Juan Federico "Johnny" Hernández (Iván Massagué); aparecen antiguos personajes de la serie como Aída García (Carmen Machi), Félix Gimeno Huete (Florentino Fernández), Francisco "Paco" Gimeno Huete (Javier Cámara), Sergio Antúnez (Santi Millán), Carlota Pérez (Blanca Portillo), Verónica Montero (Eva Santolaria), David Pérez (Toni Cantó) y sólo aparece en un vídeo Laura Arteagabeita (Paz Vega).
- Estando ausentes, los otros tres actores fijos a lo largo de toda la serie, Esther Martín (Marina Gatell), Alejandro "Álex" Capel (Pau Durá) y Ricardo "Ríchard" Sáez de Vidales (Guillermo Toledo).
- Fue la primera vez que una serie en primetime consigue 200 episodios, sólo Hospital Central, Cuéntame cómo pasó y el spin-off de 7 vidas, Aída, ha conseguido también alcanzar dicha cifra.
- En un momento dado, Carmen Machi y Gonzalo de Castro no pueden evitar reírse durante un momento supuestamente dramático.